# 相良層
相良層（さがらそう）は、静岡県遠州灘東部と駿河湾南西部に位置する御前崎の北部の相良（現　牧之原市）一帯の基礎岩盤で、平均的な軟岩と認められている。

## 物理特性
- 岩盤良好度（RQD）：81%~90%（ボーリングによる）
- 湿潤密度
- 含水比
- 間隙率